# Autoroute A90 (Italie)

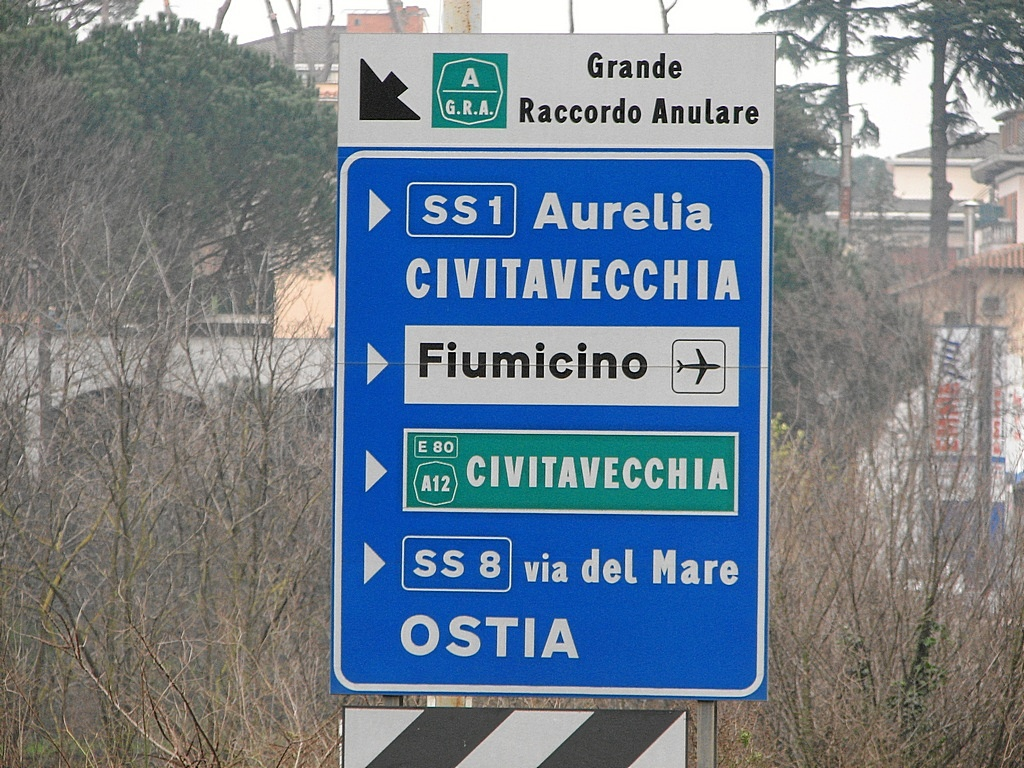
Panneau indicateur d'accès au GRA, échangeur Cassia (février 2007).

Pour les articles homonymes, voir A90 et GRA.
L'autoroute italienne A90, plus connue sous le nom de GRA - Grande Raccordo Anulare ou Grand contournement de Rome, est l'autoroute à 3 voies (minimum) qui sert de ceinture périphérique de l'agglomération de Rome Capitale. Il s'agit d'une autoroute sans péage à double sens de circulation, qui suit un itinéraire circulaire fermé de 68,223 km sans discontinuité, géré par l'ANAS. Construite à partir de 1948, elle est constituée d'au moins trois voies de circulation dans chaque sens depuis 2006. Elle est parcourue en moyenne par 160 000 véhicules par jour, soit environ 58 millions par an, ce qui en fait l'une des autoroutes italiennes les plus empruntées.

## Nom et variantes
Le sigle GRA, pour Grande Raccordo Anulare, est identique au nom de l'ingénieur Eugenio Gra, le président de l'ANAS qui fut à l'origine de ce projet de boulevard périphérique autour de Rome. Cette homonymie n'a toutefois jamais été reconnue officiellement, bien que le sigle ait été inventé a posteriori pour correspondre à l'appellation officieuse il Gra qui s'était répandue en hommage à l'ingénieur pendant les phases de conception et de construction.
Plusieurs variantes de GRA se retrouvent sur les panneaux routiers de la région : G.R.A., A G.R.A., A GRA, Raccordo Anulare, Grande Raccordo Anulare, ou encore autostrada del Grande Raccordo Anulare' .
D'autres noms peuvent être utilisés pour désigner le périphérique romain :
- autoroute A90 (autostrada A90 en italien) : c'est l'intitulé officiel dans la nomenclature des autoroutes italiennes depuis 1999 ; il est utilisé dans les services de cartographie en ligne comme Google Maps mais est amplement devancé par GRA et ses variantes sur les panneaux routiers italiens ;
- il Raccordo : cette dénomination non officielle est utilisée dans la langue quotidienne et dans les médias, notamment dans les bulletins d'informations sur la circulation ;
- le GRA est aussi découpé en quatre quarts qui ont leurs propres appellations officielles, encore visibles sur les plaques et héritées de l'époque où le périphérique n'était pas encore une autoroute unifiée :
  - la circonvallazione Settentrionale ou « périphérique nord » va de via Aurelia à via Nomentana ;
  - la circonvallazione Orientale ou « périphérique est » (à ne pas confondre avec le périphérique Est de Rome) de via Nomentana à via Appia Nuova ;
  - la circonvallazione Meridionale ou « périphérique sud » de via Appia Nuova au ponte di Spinaceto ;
  - la circonvallazione Occidentale ou « périphérique ouest » du ponte di Spinaceto à via Aurelia ;
- E80 : entre les sorties pour l'A24 et pour l'A91, le GRA est le support de la route européenne E80 qui relie Lisbonne à la frontière entre la Turquie et l'Iran.

## Parcours et caractéristiques

### Kilométrage et échangeurs
Le kilomètre 0 a été fixé par convention au niveau de l'intersection avec la via Aurelia (route nationale 1) ; c'est là que se trouve la sortie n°1. Le kilométrage augmente à partir de ce point dans le sens des aiguilles d'une montre, le long de la chaussée interne. L'autoroute est ponctuée de 44 échangeurs d'entrée et/ou de sortie, soit environ un tous les 1,55 km. Une numérotation croissante rigoureuse des échangeurs n'a été introduite qu'à la fin des années 1990, dans le contexte des travaux de préparation du jubilé de l'an 2000. La langue courante, notamment parmi la population locale, tend encore à désigner les sorties par le nom de l'artère correspondante plutôt que par le numéro, d'autant qu'il subsiste des incohérences et des omissions dans la numérotation ; le quart nord-ouest, profondément remanié dans les années 2000 et 2010, est particulièrement concerné : à titre d'exemple, les sorties dites Cassia et Ospedale Sant'Andrea ne sont pas numérotées et se trouvent entre les sorties n°4 (Trionfale) et n°5 (Cassia Veientana).
L'A90 dispose en outre d'échangeurs permettant simplement de changer de sens de circulation, ce que ne proposent pas les autoroutes à péage italiennes.
La plupart des échangeurs disposent d'un double système d'entrée et de sortie : vers et depuis Rome intramuros, et vers et depuis des localités extérieures au centre-ville, dans les deux sens de circulation. Il existe des exceptions, comme la sortie au niveau de via Cristoforo Colombo qui n'est accessible que depuis le sens de circulation extérieur du périphérique.
Certaines sorties forment de véritables bretelles d'autoroute avec des voies d'insertion distinctes de la chaussée principale, ce qui porte le nombre total de voies à six par sens de circulation sur certaines portions (sans compter la bande d'arrêt d'urgence) et améliore donc la fluidité du trafic. C'est le cas, par exemple, au niveau des sorties pour via Aurelia et pour l'autoroute A24 qui relie Rome à Teramo.

### Limites de vitesse
Contrairement à la majorité des boulevards périphériques italiens, régis par des limites de vitesse spécifiques dues à l'intensité de la circulation (110 voire 90 km/h), le GRA suit la réglementation habituelle du code de la route italien, sauf mention contraire :
- 130 km/h (110 en cas de précipitations) sur l'essentiel du tracé ; certaines portions requièrent en outre une vitesse minimale de 60 km/h sur la voie de droite et 90 km/h sur la voie centrale ;
- 110 km/h dans certains tunnels et à leur approche ;
- 70 km/h (parfois 60) sur certaines portions à deux voies ;
- 50 km/h sur les portions d'insertion à voie unique ;
- 40 km/h sur les bretelles d'accès.

### Détail du parcours
| Autoroute A90 - GRA-Grand raccord annulaire de Rome |        |                                      |                                                                                   |                                                                             |      |      |                                                                                 |
| Type                                                | Numéro | Nom des sorties                      | Destinations (vers Rome)                                                          | Destinations (hors Rome)                                                    | ↓km↓ | ↑km↑ | Notes                                                                           |
|                                                     |        | Via Aurelia                          | Valle Aurelia Aurelio Cité du Vatican                                             | Ladispoli Civitavecchia                                                     | 0,0  | 68,2 |                                                                                 |
|                                                     | ?      | Montespaccato                        | Montespaccato                                                                     | Seulement intérieure                                                        | 2,3  | ***  | Accessible seulement de la voie intérieure                                      |
|                                                     | ?      | Via della Maglianella Via di Boccea  | Montespaccato                                                                     | Via della Maglianella                                                       | 2,6  | 65,6 |                                                                                 |
|                                                     |        | Via di Boccea                        | Primavalle                                                                        | Casalotti                                                                   | 3,4  | ***  | Accessible seulement de la voie intérieure                                      |
|                                                     |        | Via di Casal del Marmo Via di Boccea | Palmarola Primavalle                                                              | Casalotti Selva Candida                                                     | 4,4  | 60,6 |                                                                                 |
|                                                     | -      | Aire de services                     | Selva Candida Intérieure                                                          | Selva Candida Estérieure                                                    | 8,6  | 59,6 |                                                                                 |
|                                                     |        | Via Trionfale                        | Ipogeo degli Ottavi Ottavia Primavalle Hôpital San Filippo Neri                   | La Giustiniana Lac de Bracciano Viterbe                                     | 10,0 | 58,2 |                                                                                 |
|                                                     | ?      | Via Cassia                           | Tombe de Néron Corso Francia                                                      | La Giustiniana Lac de Bracciano Viterbe                                     | 12,2 | 56,0 |                                                                                 |
|                                                     | ?      | Hôpital Sant'Andrea                  | Via di Grottarossa                                                                | Seulement intérieure                                                        | 17,3 | 50,7 |                                                                                 |
|                                                     |        | Via Cassia Veientana                 | Seulement extérieure                                                              | Olgiata Viterbe                                                             | 17,0 | 51,2 |                                                                                 |
|                                                     | ?      | Labaro                               | Seulement extérieure                                                              | Labaro                                                                      | 17,8 | ***  | Sortie seulement sur la voie extérieure                                         |
|                                                     |        | Via Flaminia                         | Saxa Rubra Centre de production RAI Biagio Agnes Stade Olympique de Rome Flaminio | Cimetière Flaminio Prima Porta Terni Fano Pérouse                           | 18,1 | 50,1 |                                                                                 |
|                                                     |        | Castel Giubileo                      | Via di Castel Giubileo                                                            | Labaro                                                                      | 18,8 | 49,4 |                                                                                 |
|                                                     |        | Via Salaria                          | Salario Parioli Aéroport de Rome-Urbe                                             | Rieti Terminillo Ascoli Piceno                                              | 20,0 | 48,2 |                                                                                 |
|                                                     |        | Via di Settebagni                    | Colle Salario Fidene                                                              | Settebagni Bel Poggio                                                       | 20,7 | 47,5 |                                                                                 |
|                                                     |        | GRA-Fiano Romano                     | Seulement extérieure                                                              | Florence                                                                    | 21,0 | 47,2 |                                                                                 |
|                                                     | ?      | Via della Bufalotta                  | Via delle Vigne Nuove Via della Bufalotta                                         | Via della Bufalotta                                                         | 22,3 | 45,9 |                                                                                 |
|                                                     | -      | Aire de services                     | Settebagni Interna                                                                | Seulement intérieure                                                        | 23,3 | ***  |                                                                                 |
|                                                     | -      | Demi-tour                            |                                                                                   |                                                                             | 25,4 | ***  | Demi-tour de la voie intérieure vers l'extérieure                               |
|                                                     |        | Via Nomentana                        | Talenti Monte Sacro                                                               | Mentana Palombara Sabina                                                    | 26,6 | 41,6 |                                                                                 |
|                                                     |        | Centrale del Latte                   | Torraccia San Basilio                                                             | Via di Sant'Alessandro Casal Monastero                                      | 28,3 | 39,9 |                                                                                 |
|                                                     |        | Via Tiburtina                        | Rebibbia Policlinico Umberto I                                                    | Settecamini Tivoli                                                          | 29,9 | 38,3 |                                                                                 |
|                                                     |        | L'Aquila - Teramo                    | Tangentielle Est                                                                  | Florence-Naples Pescara                                                     | 31,5 | 36,7 |                                                                                 |
|                                                     |        | La Rustica                           | La Rustica Tor Sapienza                                                           | La Rustica                                                                  | 32,8 | 35,4 |                                                                                 |
|                                                     | ?      | Ministère des Finances               | Via Capranesi Via Boglione                                                        | Seulement intérieure                                                        | 34,0 | ***  | Sortie seulement sur la voie intérieure Entrée seulement sur la voie extérieure |
|                                                     |        | Via Prenestina                       | Centocelle Prenestino                                                             | Villaggio Falcone Palestrina                                                | 34,6 | 33,6 |                                                                                 |
|                                                     |        | 'Tor Bella Monaca                    | Seulement extérieure                                                              | Torre Angela                                                                | 35,0 | 31,2 |                                                                                 |
|                                                     | -      | Demi-tour                            |                                                                                   |                                                                             | 36,0 | 30,2 |                                                                                 |
|                                                     | -      | Aire de services                     | Casilina Interna                                                                  | Casilina Esterna                                                            | 37,5 | 30,3 |                                                                                 |
|                                                     |        | Via Casilina                         | Giardinetti Torre Maura Casilino                                                  | Torre Angela Frosinone Cassino                                              | 38,0 | 30,2 |                                                                                 |
|                                                     |        | GRA-San Cesareo                      | Seulement extérieure                                                              | Naples                                                                      | 39,3 | 28,9 |                                                                                 |
|                                                     |        | La Romanina                          | Seulement extérieure                                                              | 2e Université de Rome « Tor Vergata » Torrenova                             | 39,9 | 28,3 |                                                                                 |
|                                                     |        | Via Tuscolana                        | Cinecittà Tuscolano                                                               | Frascati                                                                    | 40,9 | 27,3 |                                                                                 |
|                                                     |        | Via Anagnina                         | Anagnina Cinecittà Tuscolano Osteria del Curato Gregna Sant'Andrea                | Casal Morena Grottaferrata                                                  | 41,6 | 26,6 |                                                                                 |
|                                                     | ?      | Gregna Sant'Andrea                   | Seulement extérieure                                                              | Ciampino                                                                    | 43,2 | 25,0 | Voie ext. : accès direct Voie int. : via sortie 22 Anagnina                     |
|                                                     |        | Via Appia                            | Appio-Latino San Giovanni                                                         | Aéroport de Rome-Ciampino Velletri Cisterna di Latina                       | 44,4 | 23,8 |                                                                                 |
|                                                     |        | Via Ardeatina                        | Ardeatino EUR                                                                     | Sanctuaire Divino Amore Santa Palomba Ardea                                 | 48,0 | 20,2 |                                                                                 |
|                                                     | -      | Aire de services                     | Seulement extérieure                                                              | Ardeatina Esterna                                                           | ***  | 17,2 |                                                                                 |
|                                                     | -      | Demi-tour                            |                                                                                   |                                                                             | 50,0 | 18,2 |                                                                                 |
|                                                     |        | Via Laurentina                       | Cecchignola                                                                       | Université de Rome « Campus bio-médical » Trigoria Ardea                    | 52,6 | 15,6 |                                                                                 |
|                                                     |        | Via Pontina                          | EUR Hôpital Sant'Eugenio Palazzo dello Sport                                      | Pomezia Aprilia Anzio Latina Terracina                                      | 54,8 | 13,4 |                                                                                 |
|                                                     |        | Via Cristoforo Colombo               | Seulement extérieure                                                              | Casal Palocco Ostie Lido                                                    | 55,3 | 12,9 | Accessible seulement par voie extérieure                                        |
|                                                     |        | Via del Mare Via Ostiense            | Ostiense San Paolo                                                                | Acilia Ostia Antica Ostie Lido                                              | 57,8 | 10,4 |                                                                                 |
|                                                     |        | Parco de' Medici                     | Viale Parco de' Medici                                                            | Seulement intérieure                                                        | 59,9 | 8,3  |                                                                                 |
|                                                     |        | Fiumicino                            | EUR Magliana                                                                      | Nuova Fiera di Roma Civitavecchia Aéroport de Rome-Fiumicino L. Da Vinci LE | 60,6 | 7,6  |                                                                                 |
|                                                     |        | Via della Magliana                   | Trullo Magliana                                                                   | Via Portuense Fiumicino LE                                                  | 61,1 | 7,1  |                                                                                 |
|                                                     | -      | Demi-tour                            |                                                                                   |                                                                             | 61,8 | 6,3  |                                                                                 |
|                                                     | ?      | Centre de direction d'Alitalia       | Via Marchetti                                                                     | Seulement intérieure                                                        | 62,1 | 6,1  |                                                                                 |
|                                                     | -      | Demi-tour                            |                                                                                   |                                                                             | 62,5 | 5,7  |                                                                                 |
|                                                     |        | Via della Pisana                     | Gianicolense Portuense                                                            | Ponte Galeria                                                               | 64,5 | 3,7  |                                                                                 |
|                                                     | -      | Aire de services                     | Pisana Intérieure                                                                 | Pisana Extérieure                                                           | 66,1 | 2,1  |                                                                                 |
|                                                     |        | Via di Casal Lumbroso                | Via del Pescaccio                                                                 | Casal Lumbroso                                                              | 66,5 | 1,7  |                                                                                 |

### Tableau des tunnels
| Autoroute A90 - GRA-Grande Raccordo Anulare de Rome - Tableau des tunnels |       |            |                        |                        |                 |                                                                                              |
| Nom                                                                       | Photo | Type       | Longueur (int.) mètres | Longueur (ext.) mètres | Mise en service | Notes                                                                                        |
| Aurelia                                                                   |       | Artificiel | 150                    | 99                     | 2005            |                                                                                              |
| Montespaccato                                                             |       | Artificiel | 150                    |                        | 2005            | tunnel de jonction voie int.                                                                 |
| Selva Candida                                                             |       | Artificiel | 975                    | 1001                   | 2006            |                                                                                              |
| Villa Romana                                                              |       | Mixte      | 168                    | 168                    | 2007            | nom dérivé des ruines d'une maison de l'époque romaine trouvées lors du creusement du tunnel |
| Villa Romana Ovest                                                        |       | Mixte      | 185                    |                        | 2007            | tunnel de jonction (Trionfale) voie int.                                                     |
| Insugherata                                                               |       | Mixte      |                        |                        | 2008            | tunnel de jonction (Trionfale) voie ext.                                                     |
| Trionfale                                                                 |       | Naturel    | 464                    | 464                    | 2007            |                                                                                              |
| Acqua Traversa                                                            |       | Artificiel | 160                    | 160                    | 2007            |                                                                                              |
| Cassia (vecchia)                                                          |       | Naturel    | 66                     | 66                     | 1970            | ancien tracé, réutilisé sur les accès du nouvel échangeur Cassia                             |
| Cassia (nuova)                                                            |       | Mixte      | 700                    | 695                    | 2008-2011       | tunnel voie ext. (Nov. 2008) voie int. (Juin 2011)                                           |
| Volusia                                                                   |       | Artificiel | 450                    | 437                    | 2007            |                                                                                              |
| Parco di Veio I                                                           |       | Artificiel | 357                    | 357                    | 2006            |                                                                                              |
| Parco di Veio II                                                          |       | Artificiel | 70                     | 92                     | 2006            |                                                                                              |
| Appia Antica                                                              |       | Mixte      | 1150                   | 1130                   | 1999            |                                                                                              |

### Tableau des ponts et viaducs
| Autoroute A90 - GRA-Grande Raccordo Anulare de Rome - Tableau des ponts et viaducs |       |                        |                 |                                    |
| Nom                                                                                | Photo | Longueur (int.) mètres | Mise en service | Notes                              |
| Boccea                                                                             |       | 355                    | 2005            | Viaduc                             |
| Crescenza                                                                          |       | 150                    | 2005            | Viaduc                             |
| Castel Giubileo                                                                    |       | 700                    | 1979            | Pont voie ext.                     |
| Castel Giubileo                                                                    |       | 700                    | 2007            | Pont sur les chaussées principales |
| Mezzocammino                                                                       |       | 372                    | 1983            | Voie d'accès de Via del Mare       |
| Mezzocammino                                                                       |       | 372                    | 1999            | Voies principales                  |

## Histoire

### Les origines (1946-1948)
Le projet du GRA remonte aux débuts de la République italienne, peu après la Seconde Guerre mondiale. Le décret du ministre Giuseppe Romita du 27 juin 1946 donne naissance à l'ANAS (Azienda nazionale autonoma delle strada statali, ou « société nationale autonome des routes ») en remplacement d'une autre agence créée en 1928 sous Mussolini. L'ingénieur Eugenio Gra en devient le premier directeur général. L'objectif de ce nouvel organisme est double : il faut d'un côté poursuivre la remise en état des 20 000 km de réseau routier détruits ou endommagés par la guerre, et de l'autre développer massivement le secteur des transports pour accompagner la reprise économique.
C'est dans ce contexte de reconstruction frénétique d'après-guerre que le projet du futur GRA voit le jour, parmi de nombreux autres. Il reçoit l'approbation du ministère des Infrastructures et des Transports et du nouveau conseil d'administration de l'ANAS ; plus précisément, il est envisagé de créer une nouvelle voie rapide de contournement de Rome qui relierait toutes les grandes voies antiques partant de la capitale (les vie consolari), en évitant autant que possible les intersections à niveau et en restant à égale distance du centre-ville. Ce projet reprend en l'amplifiant les principes établis par le plan de régulation de 1909 de l'ingénieur Edmondo Sanjust di Teulada,, qui fut le premier à réglementer l'expansion de la ville au-delà du mur d'Aurélien, avec une rocade de 60 m de large et 25 km de long qui correspond plus ou moins à l'actuel tracé de la rocade est, du viale del Foro Italico et de la circonvallazione Gianicolense
. La circulation à l'extérieur du centre-ville de Rome a particulièrement besoin d'être rationalisée à cette époque : la disposition en étoile des grandes artères romaines entraîne de fréquents embouteillages et le réseau déjà existant, qui n'a pas été conçu pour accueillir autant de véhicules, ne peut être agrandi que difficilement.

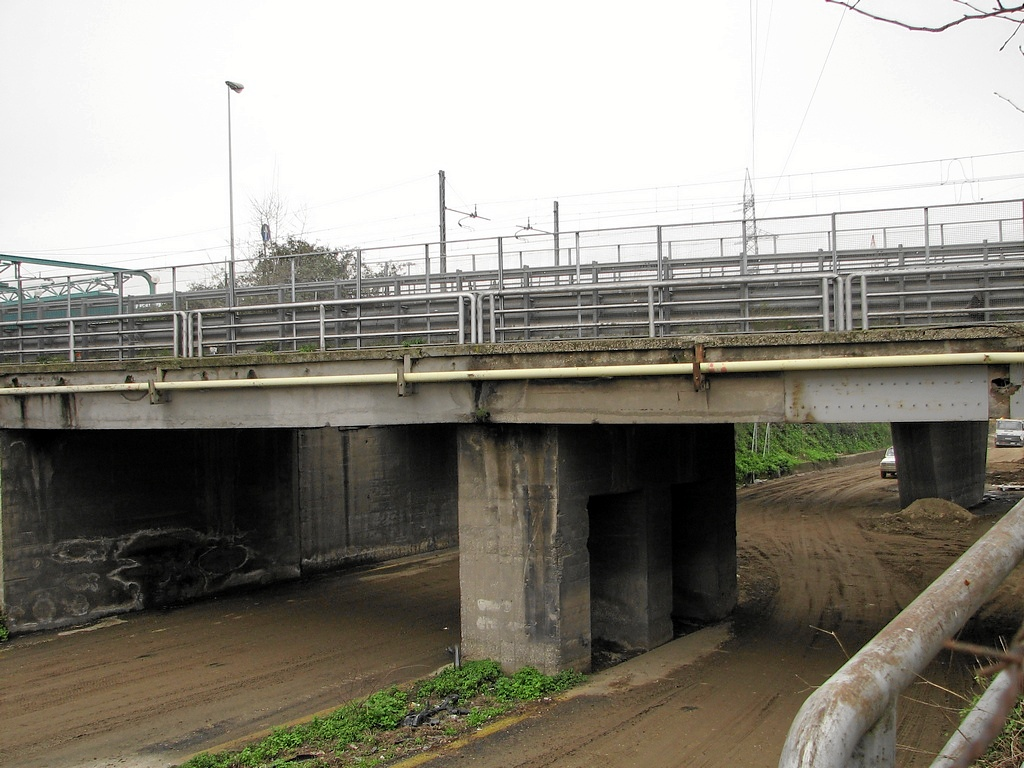
Passerelle de via Trionfale (février 2007).

Avant même le début des travaux, le GRA fait beaucoup parler de lui. Il s'agit en outre d'une des premières applications concrètes de la loi de planification urbaine du 17 août 1942. Si le projet de périphérique de Sanjust était destiné à se fondre dans le tissu urbain déjà existant et à servir de réelle limite au centre-ville, le GRA, plus ambitieux, s'éloigne du centre proprement dit de l'époque et propose un itinéraire trois fois plus long.
Le projet et ses défenseurs font rapidement l'objet de fortes critiques de la part d'urbanistes, de responsables politiques et d'une grande partie de l'opinion publique
, eu égard à la situation économique et sociale inédite de la ville : Rome commence tout juste à se remettre d'une Seconde Guerre mondiale qui l'a profondément marquée, et la population se préoccupe avant tout des premières nécessités comme le logement, l'emploi et les services publics essentiels. La reconstruction est certes lancée, favorisée par le plan Marshall, mais n'avance que très lentement.
L'opportunité d'un ouvrage comme le GRA est donc remise en question par plusieurs acteurs. Parmi les principaux défauts du projet, on évoque la longueur excessive du périphérique, son coût, son éloignement par rapport à Rome intramuros, sa taille disproportionnée par rapport à la circulation de l'époque, et le fait qu'il ne permettra pas de lutter durablement contre le chômage malgré l'effectif de 4 500 ouvriers prévu pour la construction.

### Les premiers travaux (1946-1951)
À la fin des années 1940, les zones traversées par le futur Grande Raccordo sont encore en plein Ager romanus, très loin des limites de la ville, et sont vides de toute activité notable. Le relief est également favorable à la construction d'une route. La marge de manœuvre est donc grande, et les concepteurs du GRA parviennent ainsi à lui donner une forme presque parfaitement circulaire, qui englobe sans difficulté les terrains marécageux à assainir identifiés dans une loi de 1878 sur « l'assèchement de l'Ager romanus ».
Le Milliaire d'or du Forum, qui marquait le point zéro du réseau de l'Empire romain, est choisi comme centre de cet anneau périphérique. Tous les points du tracé se trouvent à une distance d'un peu plus de 11 km de ce repère.
À ses débuts, le GRA est destiné avant tout à éviter la traversée du très exigu centre-ville de Rome aux véhicules de passage, et non à permettre un transit plus rapide entre les différents quartiers : il ne comporte donc qu'une chaussée unique à deux voies de circulation et n'a encore rien d'une autoroute, comme en témoignent les dimensions des ponts qui permettent de franchir le Tibre côté nord et côté sud.
L'utilité de ce projet très critiqué devient évidente après quelques années, à mesure que le miracle économique italien et la très forte périurbanisation font croître le nombre de véhicules de manière exponentielle. Le GRA, au-delà de ses fonctions premières, finit par devenir la colonne vertébrale des futurs plans d'urbanisation de Rome.

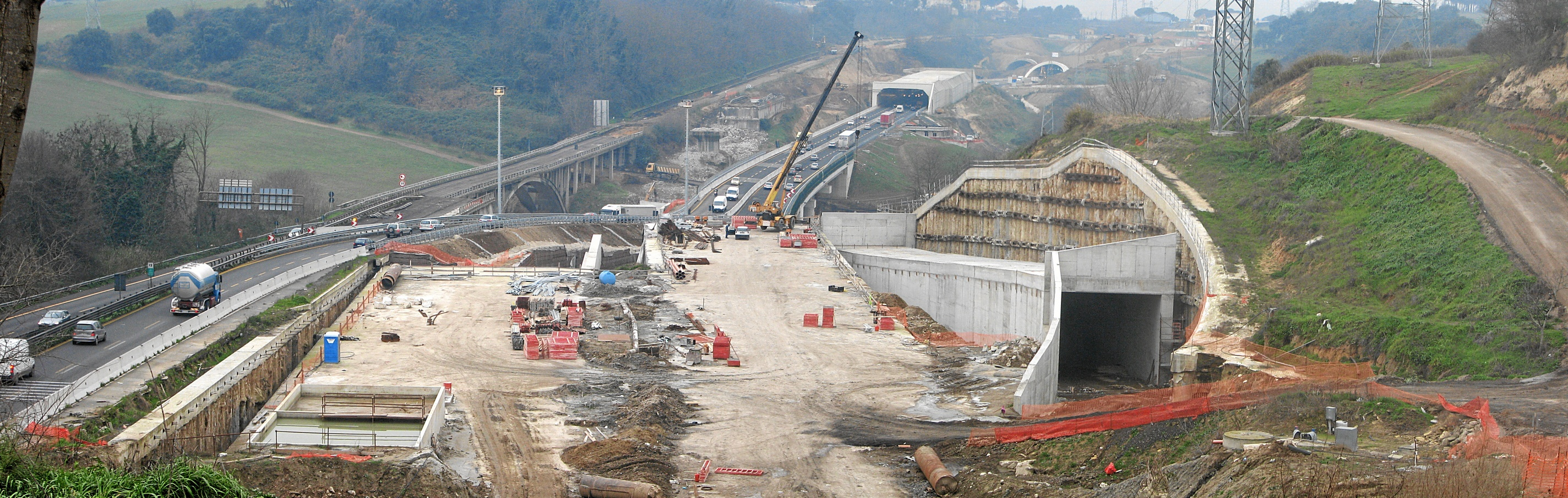
Travaux sur l'A90 dans le secteur de Cassia (février 2007).

### La mise en service et l'exploitation (1951-1982)

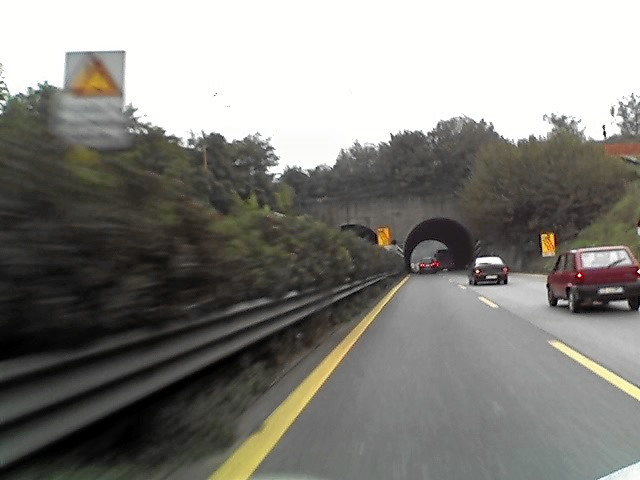
Le vieux tunnel de Cassia, du côté extérieur de l'anneau, en février 2007.

Le premier tronçon, de via Appia à via Aurelia, est inauguré le 7 août 1951. Vient ensuite, le 24 juillet 1952, la section qui va de via Flaminia à via Tiburtina, et en 1955 le tronçon de via Tiburtina à via Appia. En cinq ans, les travaux permettent donc de réaliser 75 % de l'anneau.
À partir des années 1960, le GRA sert occasionnellement de cadre à des évènements locaux et nationaux : le 10 septembre 1960, lors du marathon des Jeux olympiques de Rome, les coureurs empruntent le côté externe du GRA sur une dizaine de kilomètres entre via Cristoforo Colombo e via Appia Antica, dans le sens inverse des aiguilles d'une montre.
Les travaux de reconstruction et d'extension s'intensifient au cours de la décennie. En 1955, la loi dite Romita (du nom du ministre Giuseppe Romita) et son plan de développement du réseau autoroutier ont fixé à quatre le nombre d'autoroutes au départ de Rome : parmi elles, l'A1 Rome-Milan et l'autoroute Rome-Naples sont les plus importantes et doivent déboucher sur le GRA pour leur éviter la traversée du centre de Rome.
Il devient vite évident que la voie unique du GRA ne suffira pas à absorber la forte circulation apportée par ces nouvelles autoroutes, et les travaux d'élargissement commencent alors à s'enchaîner sur plusieurs portions. Dès 1962, le premier tronçon à quatre voies de style autoroutier est inauguré entre via Salaria et via Tuscolana.
La même année, un grand plan de rénovation urbaine est lancé à Rome, première tentative de cette ampleur depuis la fin de la Seconde Guerre mondiale. Le volet principal est un projet connu sous le nom de Sistema direzionale orientale (SDO), qui vise à requalifier la périphérie est de la capitale. Cette vaste zone doit accueillir des ministères et des bureaux et être desservie par une nouvelle voie rapide située dans le prolongement de l'A1 Rome-Florence et dont le tracé doit couper celui du GRA avant de rejoindre via Cristoforo Colombo. Le GRA a un rôle primordial à jouer dans ce projet, et il est donc prévu d'en rénover la section est.
Le secteur ouest, en revanche, n'est pas une priorité et reste 20 ans en travaux. Une voie rapide est malgré tout censée être construite dans le prolongement de cette partie du GRA, de via Cassia jusqu'à via Aurelia, à hauteur de Passoscuro. Avec ce projet, le GRA doit prendre la forme caractéristique d'un fer à cheval . Mais finalement, ces projets ne sont jamais mis en application, et les seuls travaux réalisés à cette époque sont l'achèvement du dernier tronçon, le secteur nord-ouest entre via Aurelia et via Flaminia. La construction se fait directement selon les standards autoroutiers de l'époque, et le GRA obtient officiellement le statut d'autoroute en 1969.

## L'autoroute A90 au cinéma
- Sacro GRA, un film documentaire de Gianfranco Rosi sorti en 2013.